# Rey Tut (cómic)
El Rey Tut es un personaje ficticio de la serie de televisión Batman.  Hizo su debut en el episodio "The Curse of Tut" (13 de abril de 1966).  Fue creado por Earl Barret, Robert C. Dennis y Charles R. Rondeau, e interpretado por el actor Victor Buono.  
En su libro de memorias Back to the Batcave, Adam West lo describe como el único villano creado para que la serie de televisión fuera un verdadero éxito, aunque su participación fue relativamente escasa. 1

## Historia
ABC incluyó al Rey Tut en medio de la primera temporada de la serie, en la cual se ajustaba perfectamente dado el carácter cómico y simple que la caracterizó.  Tras la cancelación de la serie en 1968, el personaje hizo su aparición hasta el año 2009 en los cómics de  Universo DC. Su característica principal es la de ser un villano que comete sus crímenes relacionados con temas del Antiguo Egipto.
El alter ego de este llamativo  personaje es el profesor William Omaha McElroy, un experimentado egiptólogo de la Universidad de Yale. En la trama, el profesor McElroy sufre un golpe en la cabeza durante un motín estudiantil.  Producto del incidente,   desarrolló una amnesia que le provocó creer que era una reencarnación de un antiguo faraón egipcio llamado el rey Tut, en una clara referencia al histórico rey Tutankamón. De esa forma, comete crímenes inspirados por la temática egipcia, por lo que es perseguido por Batman.
- Datos: Q55405957